# Jay Bonansinga
Jay R. Bonansinga é um romancista, roteirista e diretor norte-americano. Ele escreveu uma série de obras de ficção e não-ficção. e The Walking Dead: O Caminho Para Woodbury (2012),